# An dem Feste, WAB 59a
An dem Feste (À la fête), WAB 59a, est une œuvre chorale composée par Anton Bruckner, en 1843, lorsque, âgé de 19 ans, il séjournait comme instituteur adjoint à Kronstorf.
En 1893, vers la fin de sa vie, Bruckner révisa légèrement la partition et autorisa Karl Ptak d'y mettre un autre texte, avec comme titre Tafellied (Chanson de table), WAB 59c.

## Historique
Bruckner composa cette œuvre de jeunesse en 1843 sur un texte de cinq strophes d'Alois Knauer, le curé de la paroisse de Kronstorf, lorsqu'il y séjournait comme instituteur adjoint. Bruckner dédia l'œuvre à Josef Ritter von Pessler, le curé de la paroisse de la ville de Enns,. L'œuvre fut exécutée le 19 septembre 1843, à l'église de Enns. L'œuvre, dont le manuscrit original est archivé à la Stadt- und Landsbibliothek (Bibliothèque de la ville et de la province) de Vienne, a d'abord été publié dans le Volume I, pp. 231-233, de la biographie Göllerich/Auer,. La partition originale et une variante pour chœur mixte sont éditées dans le Volume XXIII/2, no 1 de la Bruckner Gesamtausgabe.

### Tafellied
Vers la fin de sa vie, Bruckner autorisa Karl Ptak à mettre un autre texte sur l'œuvre et en révisa légèrement la partition, avec comme titre Tafellied (Chanson de table), WAB 59c,.  Cette version révisée, dont la composition a été réalisée le 22 février 1893, a été exécutée par le Wiener Akademisches Gesanverein (association chorale de l'université de Vienne) le 11 mars 1893. Tafellied est édité dans le Volume XXIII/2, no 36 de la Bruckner Gesamtausgabe.

### Éditions ultérieures
En 1928, Anton Böhm & Sohn publièrent une nouvelle version de cette œuvre populaire de Bruckner, transposée en ré majeur, sur un texte de Carl Ludwig Kraus (Freudig laßt das Lied erschallen in der hehren Feierstund), avec comme titre Festlied (Chanson festive). Cette nouvelle édition, qui a été originellement classée par Renate Grasberger comme WAB 67,,  est actuellement classée WAB 59b.
Deux ans plus tard, en 1930, Anton Böhm & Sohn publièrent une nouvelle version en do majeur pour chœur mixte sur un texte d'Alfred Zehelein (Heil dem Feste, das uns heute traut im engen Kreis vereint),.

## Texte
An dem Feste utilise un texte d'Alois Knauer.
| An dem Feste, das uns heute Zu dem frohen Kreis vereint, Wallt empor das Herz in Freude, Das es liebend edel meint. Er, den wir mit Recht verehren, Unser Hirt und Hirtenhirt, Auf der Pilgerbahn, der schweren, Die durch Labyrinthe führt. | À la fête, qui, aujourd'hui, Nous unit en un groupe sympathique, Notre cœur exulte de joie, Dans une aimable et noble intention. Celui, que nous vénérons à juste titre, Notre pasteur et pasteur des pasteurs Sur le difficile voyage du pèlerinage, Qui nous mène au travers des labyrinthes ! |

## Composition
L'œuvre de 20 mesures (16 mesures avec répétition des quatre dernières mesures) en ré bémol majeur, qui est conçue pour chœur d'homme (TTBB), utilise cinq strophes. Il en existe également une variante pour chœur mixte.
La version révisée, Tafellied (16 mesures) utilise trois strophes.

## Discographie

### An dem Feste
Il y a un seul enregistrement de la version d'origine :
- Thomas Kerbl, Männerchorvereinigung Bruckner 12, Weltliche Männerchöre – CD : LIVA 054, 2012 – 1re et 5e strophes

### Tafellied
Il n'y a encore  aucun enregistrement de cette version révisée.

## Sources
- August Göllerich, Anton Bruckner. Ein Lebens- und Schaffens-Bild, vers 1922 – édition posthume par Max Auer, G. Bosse, Ratisbonne, 1932
- Anton Bruckner – Sämtliche Werke, Band XXIII/2: Weltliche Chorwerke (1843-1893), Musikwissenschaftlicher Verlag der Internationalen Bruckner-Gesellschaft, Angela Pachovsky et Anton Reinthaler (Éditeurs), Vienne, 1989
- Cornelis van Zwol, Anton Bruckner 1824-1896 – Leven en werken, uitg. Thot, Bussum, Pays-Bas, 2012.  (ISBN 978-90-6868-590-9)
- Uwe Harten, Anton Bruckner. Ein Handbuch. Residenz Verlag, Salzbourg, 1996.  (ISBN 3-7017-1030-9).
- Crawford Howie, Anton Bruckner - A documentary biography, édition révisée en ligne